# Altagène
Altagène település Franciaországban, Corse-du-Sud megyében. Lakosainak száma 54 fő (2022. január 1.). Altagène Levie, Mela, Sainte-Lucie-de-Tallano, Zoza és Quenza községekkel határos.

## Népesség
A település népességének változása:
| Lakosok száma | 63   | 45   | 30   | 49   | 46   | 43   | 49   | 53   | 54   | 54   |
|               | 1968 | 1982 | 1990 | 2006 | 2013 | 2015 | 2017 | 2019 | 2020 | 2022 |